# Фосфорні добрива

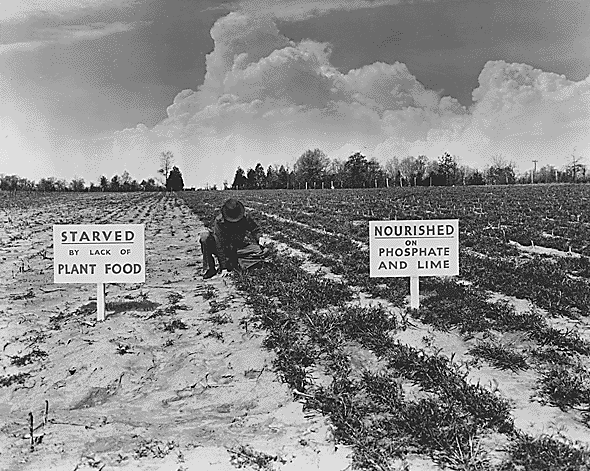
Польовий дослід з використання фосфатів і вапна, Теннесі (США), 1942 рік

Фосфатні добрива — різновид мінеральних добрив, що містять у собі необхідний для розвитку рослин фосфор ({\displaystyle {\ce {P}}}), як азот ({\displaystyle {\ce {N}}}) і калій ({\displaystyle {\ce {K}}}). Джерелом фосфору для рослин є фосфати ґрунту, головним чином фосфат кальцію ({\displaystyle {\ce {Ca3(PO4)2}}}), як засвоюють його у формі ортофосфатної кислоти ({\displaystyle {\ce {H3PO4}}}). Крім того рослини здатні засвоювати з окремих органічних сполук — фітину, гліцерофосфату, гліцерино-фосфорної кислоти, глюкозофосфату тощо. Але для більшості типів ґрунтів фосфату кальцію недостатньо. В Україні найбідніші на вміст фосфатних аніонів ({\displaystyle {\ce {P2O5}}}) піщані ґрунти — менше 0,01 %; найбагатші чорноземи — до 0,2 %. Крім того, у зв'язку з нерозчинністю у воді він практично недоступний для рослин. Крім того, ґрунтові мікроорганізми постійно мінералізують органічні сполуки з доступним для рослин фосфором у недоступну форму неорганічних. Тому внесення в ґрунт розчинних фосфатів, так званих фосфорних добрив, має надзвичайно велике значення для підвищення врожаю сільськогосподарських культур. Фосфор сприяє розвитку кореневої системи рослин, підвищує вміст цукрів, через що підвищується зимостійкість, врожайність, прискорює достигання плодів, поліпшує їхні органо-лептичні властивості. На підживлення фосфорними добривами якісно реагують цукрові буряки підвищенням цукристості коренеплодів, картопля збільшенням крохмалю у клубенях, кукурудза вмістом олій у зерні.

## Класифікація
За доступністю сполук фосфору фосфорні добрива поділяються на:
- Водорозчинні. Легко розчиняються у воді. Амофос, суперфосфат, діамонійфосфат.
- Цитратно-розчинні. Слабко розчиняються у воді, але добре в розчині цитрату амонію. Преципітат.
- Цитрино-розчинні. Слабко розчиняються у воді, але добре в розчині цитринової кислоти (2 %). Знефторений і плавлений фосфати, томасшлак, термічні фосфати, термофосфат.
- Важкорозчинні. Слабко розчиняються у цитриновій кислоті, але добре розчиняються в сильних кислотах. Фосфоритне і апатитне борошно. Використовують на кислих та закислених ґрунтах.

### Суперфосфати
Найпоширеніший різновид фосфорних добрив, що їх виготовляють з апатитового концентрату, або кісткового борошна, обробкою сірчаною кислотою. Темно-сірого кольору гранули (або порошок), негігроскопічний (але дещо злежується), кислої реакції.
Звичайний суперфосфат — монокальційфосфат ({\displaystyle {\ce {Ca(H2PO4)2.H2O + 2CaSO4}}}) є найпоширенішим фосфорним добривом. Недоліком його є те, що майже половину його маси складає баласт — сульфат кальцію (гіпс), який сильно здорожує транспортування добрива. Серед домішок: нерозкладена фосфатна сировина, пісок і глина (їхній обсяг впливає на якість продукції), сполуки оксидів заліза й алюмінію, фтористого кальцію, кремнекислоти. Першосортна сировина повинна містити не менше 19,5 % {\displaystyle {\ce {P2O5}}}.
Звичайний суперфосфат добувають шляхом обробки фосфориту або апатиту розрахованою кількістю розведеної сульфатної кислоти. При цьому нерозчинний нормальний фосфат кальцію {\displaystyle {\ce {Ca3(PO4)2}}} переходить у легко розчинний дигідрофосфат кальцію {\displaystyle {\ce {Ca(H2PO4)2}}} за реакцією:

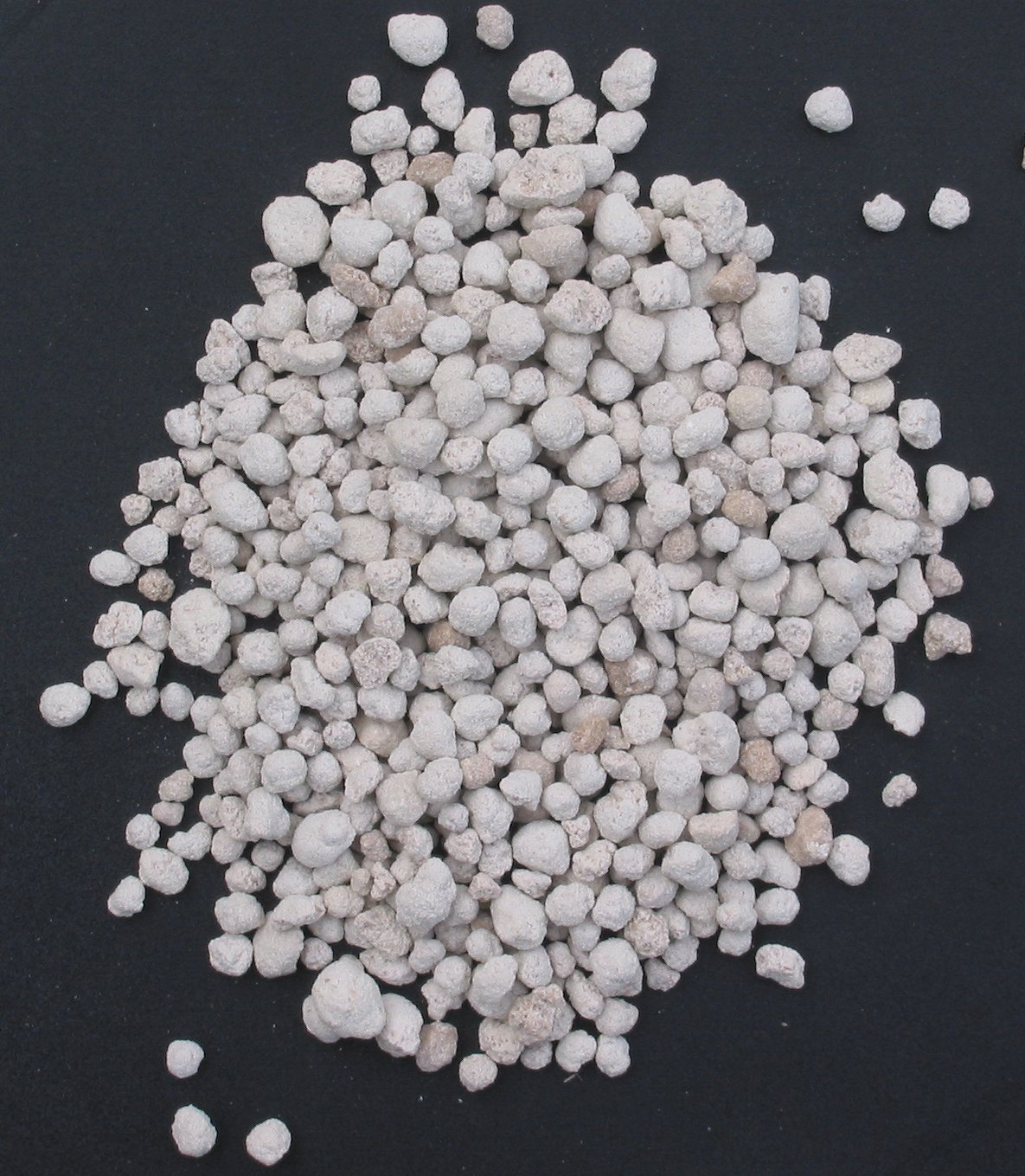
Гранули подвійного суперфосфату

{\displaystyle {\ce {Ca3(PO4)2 + 2H2SO4 = Ca(H2PO4)2 + 2CaSO4}}}
Подвійний суперфосфат ({\displaystyle {\ce {Ca(H2PO4)2.H2O}}}), як і звичайний, містить фосфор у вигляді добре розчинного дигідрофосфату кальцію. Але в ньому, на відміну від звичайного, немає сульфату кальцію, і вміст фосфору в ньому значно вищий (37-54 %). Через це виробництво подвійного суперфосфату розвивається більшими темпами, ніж звичайного. Подвійний суперфосфат дорожчий від звичайного, оскільки виробництво його складніше і при цьому витрачається багато тепла на випарювання води. Але застосування виправдовує скороченням витрат на транспортування, зберігання і внесення в ґрунт більше ніж в 2 рази у порівнянні із звичайним.
Подвійний суперфосфат виробляють теж з фосфоритів або апатитів обробкою розведеної сульфатної кислоти. Однак кислоти при цьому беруть більше, щоб повністю витиснути з фосфату кальцію фосфатну кислоту:
{\displaystyle {\ce {Ca3(PO4)2 + 3H2SO4 = 2H3PO4 + 3CaSO4}}}↓
Сульфат кальцію як практично нерозчинна речовина виділяється в осад, а фосфатна кислота залишається в розчині. Осад відфільтровують, а розчин упарюють і потім ним обробляють нові порції фосфориту або апатиту. При цьому кількість ортофосфатної кислоти розраховують так, щоб одержати дигідрофосфат кальцію:
{\displaystyle {\ce {Ca3(PO4)2 + 3H2SO4 = 3Ca(H2PO4)2}}}

### Преципітат
Преципітат за складом являє собою дигідрат гідрофосфату кальцію {\displaystyle {\ce {CaHPO4.2H2O}}}. Його добувають нейтралізацією розчину фосфатної кислоти розрахованою кількістю вапняного молока (суспензією {\displaystyle {\ce {Ca(OH)2}}} в воді) до утворення гідрофосфату кальцію за реакцією:
{\displaystyle {\ce {H3PO4 + Ca(OH)2 = CaHPO4.2H2O}}}
Одержувана сіль нерозчинна і випадає в осад, який потім виділяють і обережно висушують. Преципітат — цінне концентроване фосфорне добриво і дешевше від подвійного суперфосфату. Але він дуже мало розчинний і тому його з успіхом можна застосовувати лише на слабокислих ґрунтах (які містять органічні кислоти).

### Добривні борошна
Фосфоритне і апатитне борошно — тонко розмелений фосфорит або апатит. Використовують як фосфорне добриво лише на кислих ґрунтах, оскільки фосфор у ній міститься у вигляді нерозчинного нормального фосфату кальцію {\displaystyle {\ce {Ca3(PO4)2}}} з домішками сполук заліза ({\displaystyle {\ce {Fe}}}), алюмінію ({\displaystyle {\ce {Al}}}), сірки ({\displaystyle {\ce {S}}}) й фтору ({\displaystyle {\ce {F}}}). Фосфоритне борошно краще вносити в ґрунт разом з кислими добривами, наприклад з сульфатом амонію {\displaystyle {\ce {(NH4)2SO4}}} або тваринним гноєм. Ґрунтові кислоти та дія коренів рослин поступово переводять сполуки фосфору в доступну для засвоєння форму ({\displaystyle {\ce {P2O5}}}), що забезпечує рівномірне підживлення протягом вегетаційного періоду з одночасною послаблюючою дією на кислотність середовища. Тому ефективність дії такого добрива залежить від pH ґрунтів у які його вносять. Найефективнішим є застосування фосфоритного добрива на дерново-підзолистих і сірих лісових ґрунтах, вилугуваних чорноземах. Найкраще відзиваються на внесення такого добрива сільськогосподарські культури, що їх вирощують заради коренеплодів (цукрові буряки, картопля, морква тощо) та кормові трави (передусім конюшина), збільшуючи вміст цукрів та сирого протеїну у вихідній продукції. Першосортне фосфоритне борошно повинно містити не менше 22 % діючої речовини ({\displaystyle {\ce {P2O5}}}). Вносять під глибоку оранку в розрахунку 45-80 кг/га діючої речовини ({\displaystyle {\ce {P2O5}}}) для озимини, 30-42 кг/га для картоплі, для 45-60 кг/га цукрових буряків, моркви і столових буряків, 20-30 кг/га під час боронування, комплексно з іншими {\displaystyle {\ce {NPK}}}-добривами для багаторічних трав. Легко злежується, під дією вологи втрачає борошнисту консистенцію.
Кісткове борошно — органічне добриво і мінеральна харчова добавка, продукт переробки кісток свійських тварин, мінеральна частина яких багата на апатит і кальцит ({\displaystyle {\ce {CaCO3}}}). Використовують для підживлення кислих ґрунтів, в якості домішки до концентрованих кормів для підгодівлі сільськогосподарської худоби (до 100 г/доба для великої рогатої, 30 г/доба — свиням). Виготовляють шляхом обезклеювання та обезжирювання кісток виварюванням, парою під тиском, обробкою бензином, кислотами і подальшим розмелюванням на борошно. Відварені кістки містять до 20 % {\displaystyle {\ce {P2O5}}}, знежирені — до 34 %. Кісткове борошно на корм швидко псується у вологих приміщеннях, але не втрачає своїх добривних якостей. Вносять під глибоку оранку в розрахунку 45-60 кг/га діючої речовини ({\displaystyle {\ce {P2O5}}}).

### Фосфат знефторений
Знефторений фосфат — кормова домішка для підгодівлі сільськогосподарських тварин та концентроване фосфорне добриво, що його отримують з розмеленого апатитного концентрату ({\displaystyle {\ce {Ca10(PO4)6(OH, F,Cl)2}}}) при обробці перегрітою парою (до 1500 °C) і кремнеземом ({\displaystyle {\ce {SiO2}}}). У результаті утворюється цитратрозчинний ортофосфат кальцію ({\displaystyle {\ce {Ca3(PO4)2}}}), а шкідливі фтор і домішки арсену ({\displaystyle {\ce {As}}}) видаляються. Знефторений фосфат — порошок сірого кольору, не злежується, негігроскопічний, добре розсівається. Застосовують при внесення в якості основного добрива на всіх типах ґрунтів, під усі сільськогосподарські культури. За біологічною якістю наближається до суперфосфатів. В Україні виробництво вперше було налагоджене на сумському підприємстві Сумихімпром. У тваринництві слугує повноцінним штучним замінником кісткового борошна.

### Шлаки

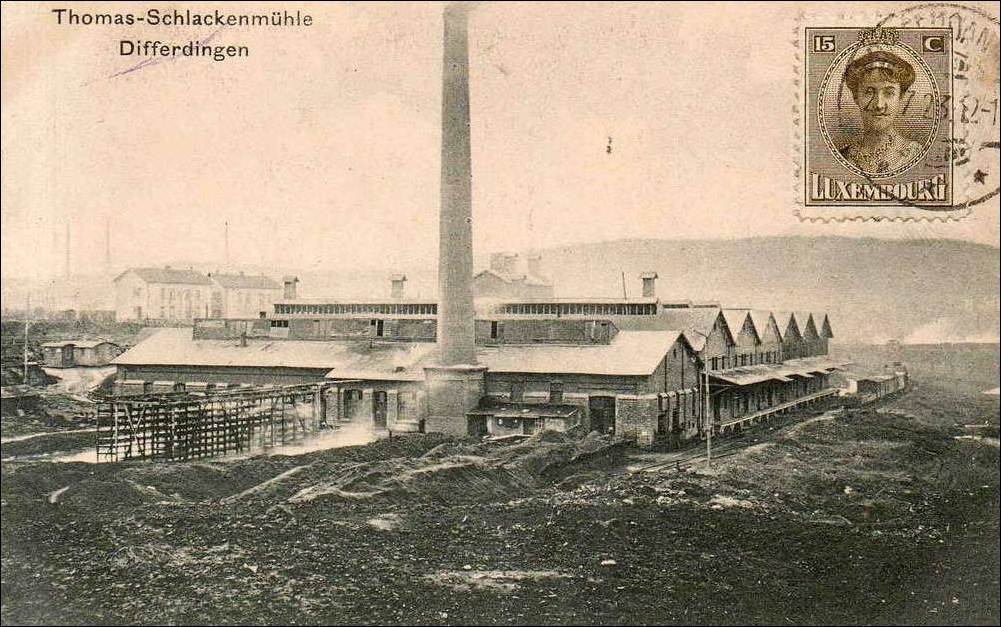
Виробництво томасшлаку в Діффердінгені (Люксембург), 1923 рік

Томасшлак (нім. Thomas-Schlackenmühle) — відхід металургійного виробництва. Утворюється при переробці чавуну з великим вмістом фосфору в технічне залізо томасівським способом. Формула: {\displaystyle {\ce {Ca3(PO4)2.CaO}}}. Томасшлак застосовують у вигляді тонко розмеленого порошку на сильно кислих ґрунтах (наприклад, торф'янистих і болотистих), де він нейтралізує надлишок кислот і одночасно збагачує ґрунт фосфором.
Фосфатшлак — інший вид фосфорних добрив з відходів металургійного виробництва. Розмелений на темний порох шлак від переробки чавунів на сталь мартенівським способом. Недоліком фосфатшлаку є низький вміст {\displaystyle {\ce {P2O5}}}, у першосортних лише 12 %. Найефективніший на кислих ґрунтах, як додатковий підлужуючий засіб. В Україні найпотужнішим виробником фосфатшлаку був металургійний завод Азовсталь в Маріуполі.

### Амофоси

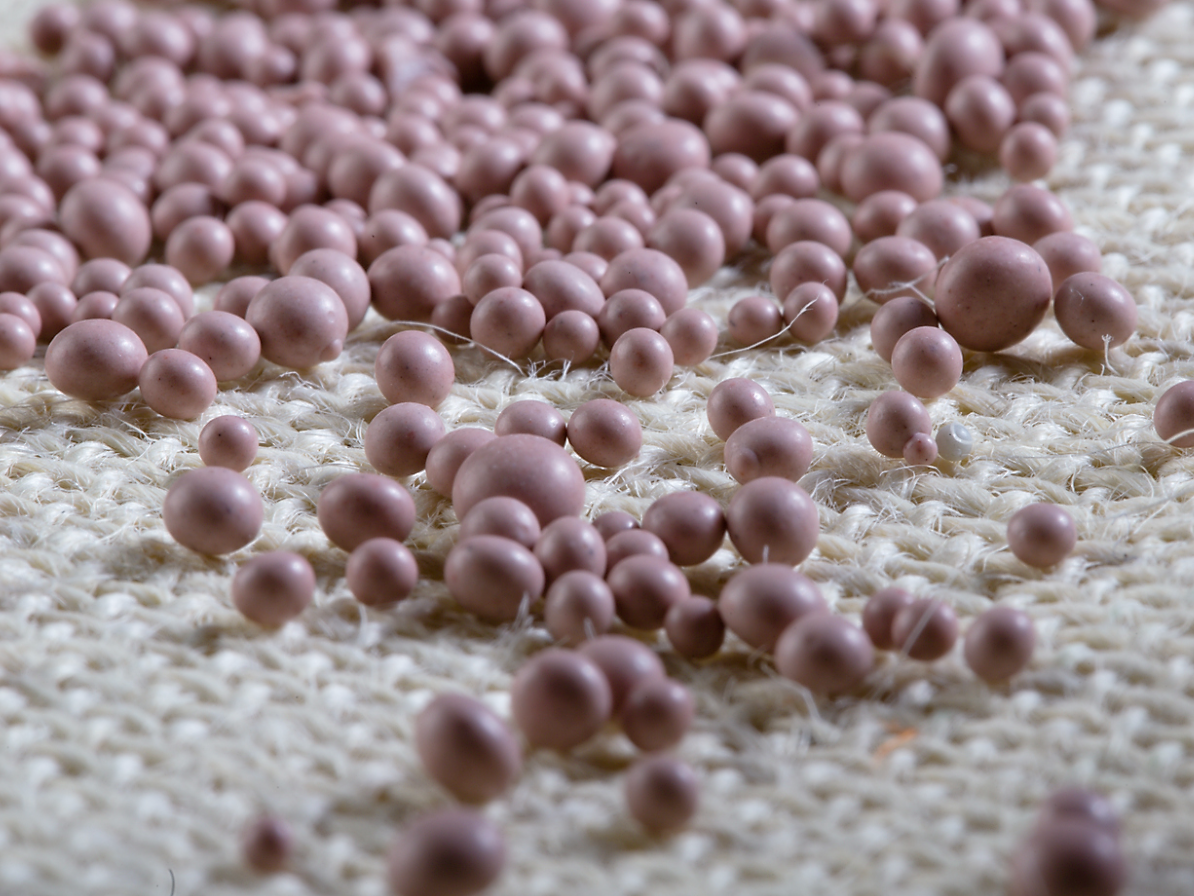
Гранули азофоски

Складні і змішані фосфорні добрива містять не один, а два або і всі три необхідних для живлення рослин елементи, тобто азот, фосфор і калій. Найважливішими з них є так звані амофоси.
Амофос — азот-фосфорне водорозчинне мінеральне добриво, комплекс гідрофосфат амонію ({\displaystyle {\ce {(NH4)2HPO4}}} і дигідрофосфат амонію ({\displaystyle {\ce {NH4H2PO4}}}). Амофоси одержують нейтралізацією розчину фосфатної кислоти розчином аміаку з наступним упарюванням і кристалізацією солі. Амофоси являють собою дуже цінне складне добриво, яке містить азот (до 12 %) і фосфор у формі {\displaystyle {\ce {P2O5}}} (до 60 %), добре зберігається (малогігроскопічне) і не злежується. Амофос часто використовують заради приготування інших комплексних добрив шляхом механічного змішування. Норми складових компонентів визначають за потребою сільськогосподарських культур і кислотністю ґрунтів.
Амофоска, азофоска — комплексне потрійне азот-фосфор-калійне водорозчинне мінеральне добриво, суміш гідрофосфату амонію ({\displaystyle {\ce {(NH4)2HPO4}}}) і нітрату калію ({\displaystyle {\ce {KNO3}}}). Одержують кристалізацією з розчину суміші двох солей. Залежно від співвідношення вихідних речовин одержують різні сорти азофоски, які відрізняються між собою процентним вмістом азоту (до 12 %), фосфору у формі {\displaystyle {\ce {P2O5}}} (до 16 %) і калію у формі {\displaystyle {\ce {K2O}}} (до 20 %). Добриво малогігроскопічне, але зберігати потрібно в сухих приміщеннях, добре розсівається. Норму внесення визначають за календарем агротехнічних робіт, потребою сільськогосподарських культур, вмістом NPK у ґрунті.
Нітроамофоска — комплексне потрійне азот-фосфор-калійне водорозчинне мінеральне добриво, що містить азот, фосфор і калій у доступній для рослин формі ({\displaystyle {\ce {NH4NO3}}} — 39,4 %, {\displaystyle {\ce {NH4H2PO4}}} — 27,8 %, {\displaystyle {\ce {KCl}}} — 27,4 %, {\displaystyle {\ce {NaCl}}} — 1,4 %). Отримують шляхом обробки фосфорної кислоти, нейтралізованої аміаком ({\displaystyle {\ce {NH3}}}), сплавом аміачної селітри ({\displaystyle {\ce {NH4NO3}}}), додаючи сульфат калію ({\displaystyle {\ce {K2SO4}}}) чи хлорид калію ({\displaystyle {\ce {KCl}}}). Гранульована нітроамофоска має добрі протизлежувальні властивості при зберіганні великими партіями насипом. Норму внесення визначають за календарем агротехнічних робіт, потребою сільськогосподарських культур, вмістом NPK у ґрунті.

## Застосування

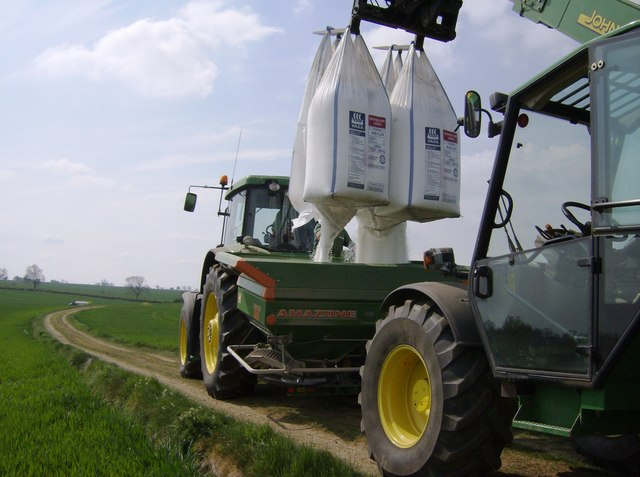
Весняне внесення добрив по озимині, Нортгемптоншир (Велика Британія)

Фосфорні добрива зазвичай використовують під час глибокої весняної оранки, при передпосівному обробітку, або як підживлення озимих культур восени. Норми витрат встановлюють згідно характеристик оброблюваного ґрунту (його кислотності, вмісту фосфору) та потреб посівної культури.

## Тукове виробництво
Фосфорні добрива загалом виготовляють з природної сировини, фосфоровмісних мінералів — апатитів і фосфоритів, а також з побічних продуктів металургійних заводів. Фосфорити з вмістом фосфору понад 30 % переробляють на суперфосфат, з меншим — використовують безпосередньо для удобрення культур у вигляді фосфоритного борошна. Фосфорити бувають кристалічні та аморфні (легше розкладаються хімічним способом і за участю мікроорганізмів).
Найбільші родовища апатитів залягають в Хібінах (Росія) — апатит-нефеліни, Аппалачах (США), Каратау (Казахстан) — вміст ангидриту 30-36 %; фосфоритів — Юсуфія і Бу-Краа (Марокко), Мут (Єгипет) та на Близькому Сході.

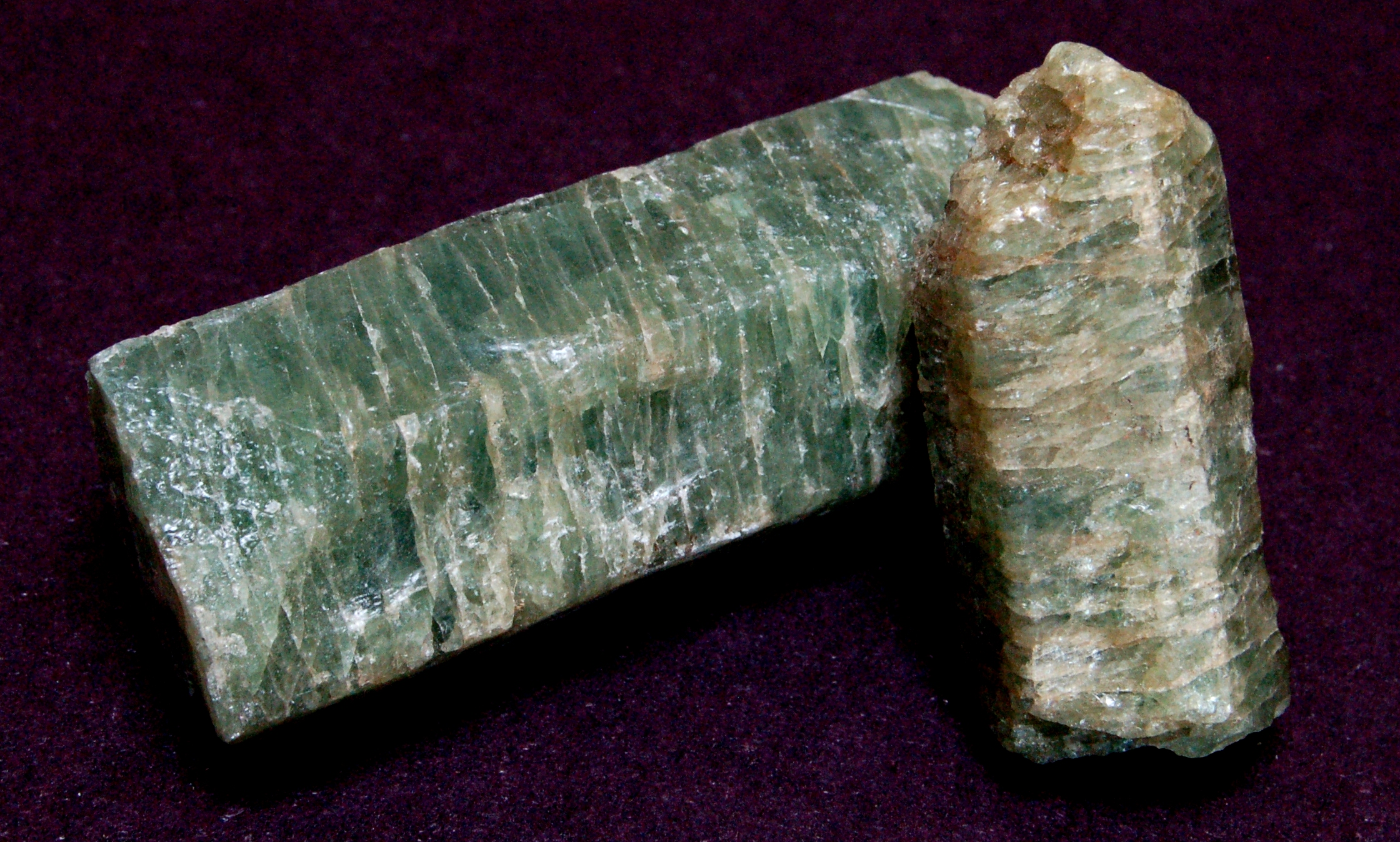
Апатит
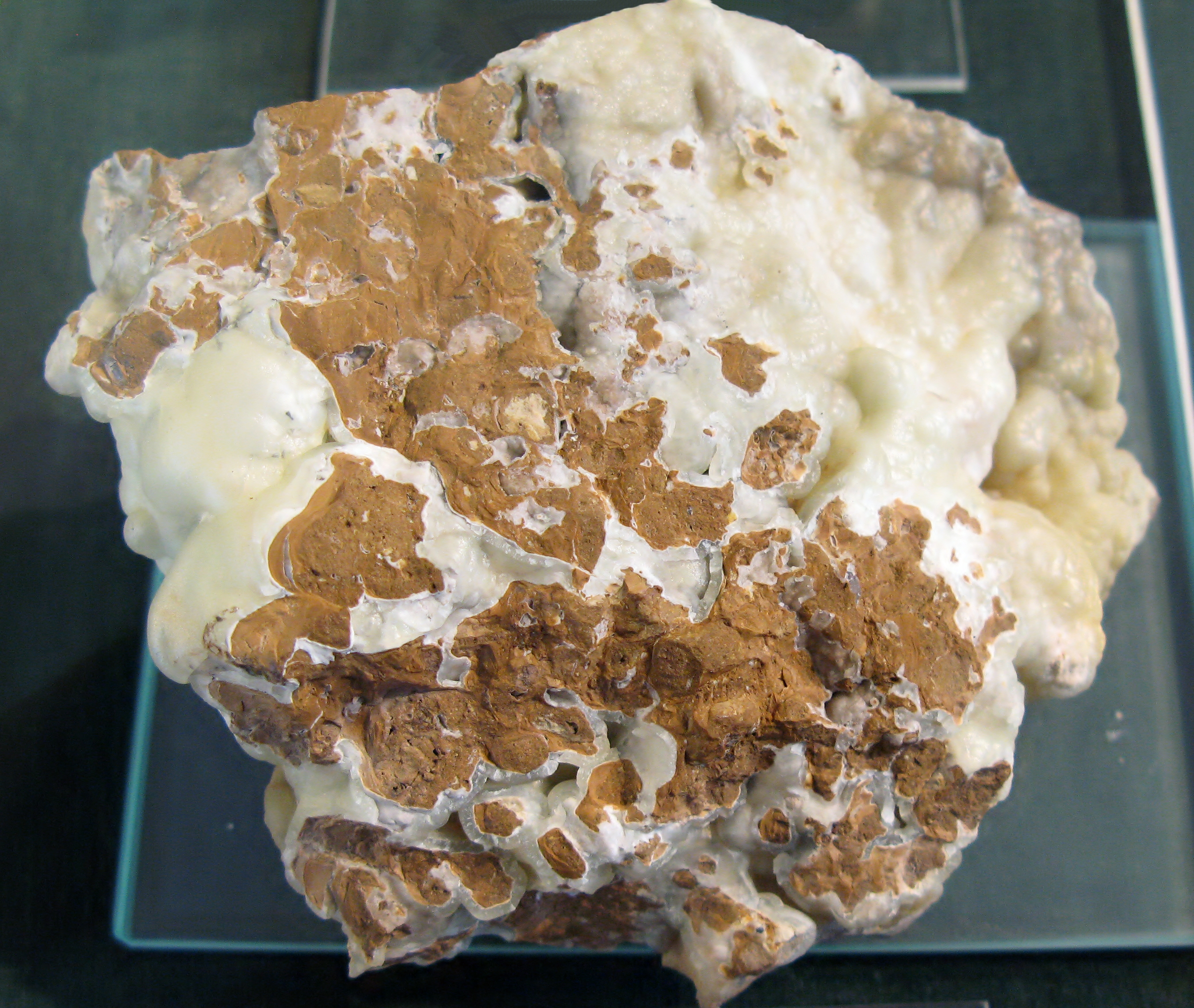
Фосфорит
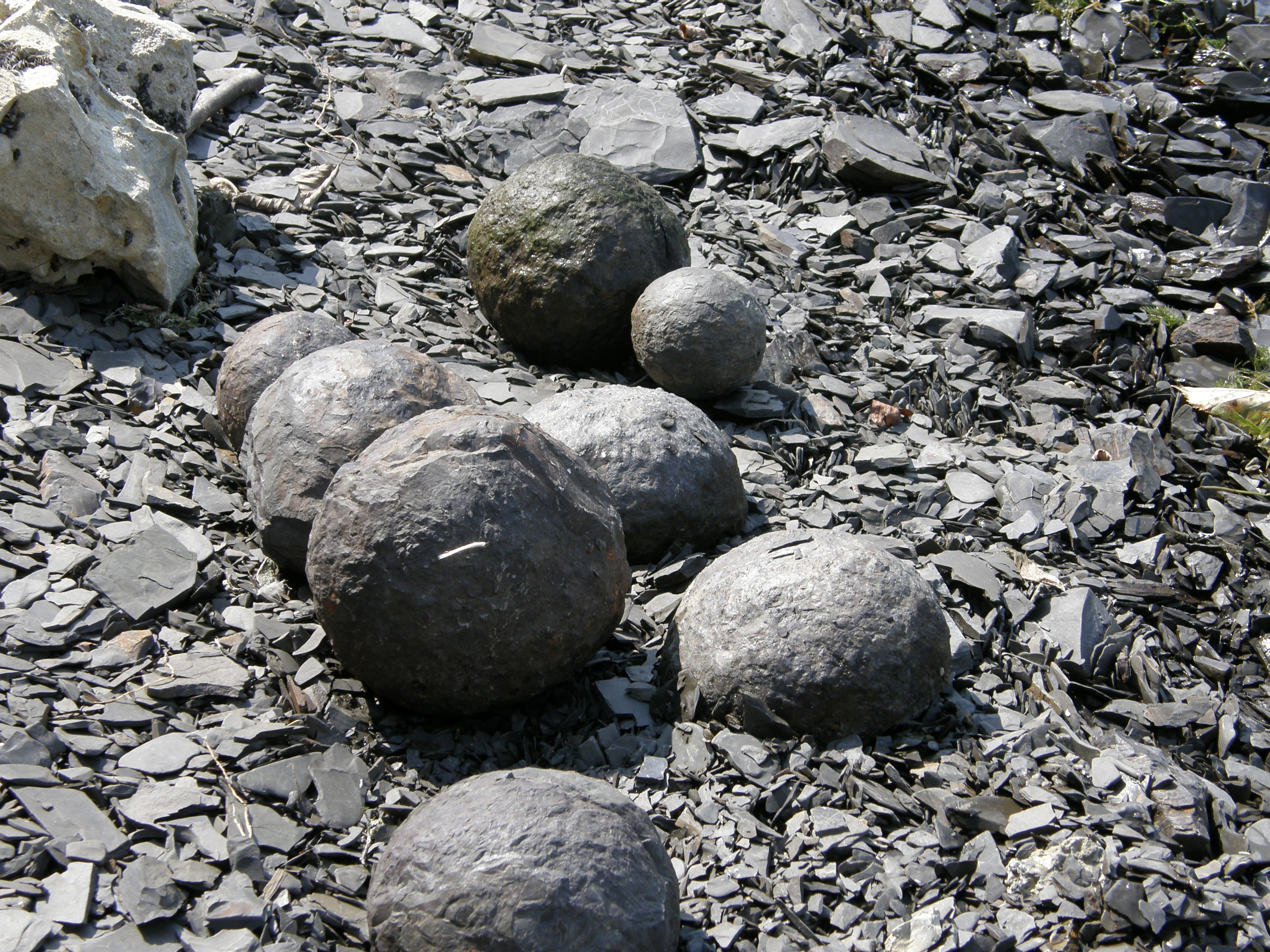
Фосфоритові конкреції поблизу села Рудківці (Україна)
Графік зростання світового виробництва фосфорних добрив від 1900 року
«Сумихімпром», Україна

### В Україні
Запаси фосфоритів в Україні розвідані на Ізюмському, Кролевецькому, Безвиському і Подільському родовищах, але вони не розробляються через низьку якість сировини.
В Україні виготовляють переважно тип водорозчинних фосфатних добрив. Головні комплекси виробництва фосфатних добрив розташовані в Новому Роздолі (Захід), Вінниці (Центр), Сумах (Північ), Костянтинівці (Схід). Українські аграрії найбільше використовують суперфосфат, фосфатшлак, амофоси і фосфоритне борошно.